# Ján Kubiš

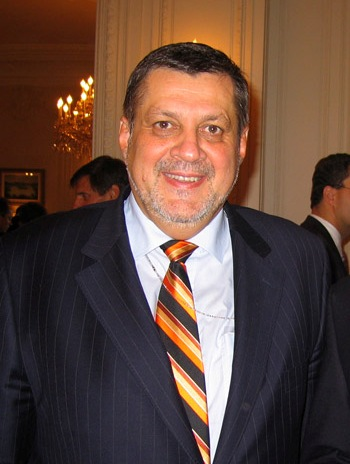
Ján Kubiš

Ján Kubiš (* 12. November 1952 in Bratislava) ist ein slowakischer Diplomat und Politiker. Er war von 1999 bis 2005 Generalsekretär der Organisation für Sicherheit und Zusammenarbeit in Europa (OSZE), von 2005 bis 2006 EU-Sonderbeauftragter für Zentralasien und von Juli 2006 bis Januar 2009 slowakischer Außenminister.
Von Januar 2019 bis Februar 2021 war er der Sonderbeauftragte der Vereinten Nationen für den Libanon. Ab Januar 2021 war er Leiter der United Nations Support Mission in Libyen, im November 2021 trat er zurück.

## Leben
Nach einem Studium am Moskauer Staatlichen Institut für Internationale Beziehungen begann er 1976 seine diplomatische Laufbahn. Seine Arbeit für die damals noch so genannte Konferenz über Sicherheit uns Zusammenarbeit in Europa (KSZE; seit 1995: Organisation für Sicherheit und Zusammenarbeit in Europa, OSZE) begann 1992. Während des damaligen tschechoslowakischen Vorsitzes war er Vorsitzender des Ausschusses Hoher Beamter (Committee of Senior Officials). In seiner Eigenschaft als Chef der Abteilung für Sicherheit und Abrüstung des tschechoslowakischen Außenministeriums war er dessen Vertreter in zahlreichen Verhandlungen. Ab Januar 1993 bis zum Juni 1994 war Kubiš Botschafter des Ständigen Büros der Slowakei beim Büro der Vereinten Nationen in Genf. Von 1998 bis 1999 war er der Sondergesandte des UN-Generalsekretärs für Tadschikistan und Chef der UN-Beobachtermission für dieses Land.
Am 15. Juni 1999 wurde er Generalsekretär der OSZE. Zusätzlich übernahm er im Jahr 2000 die Funktion des Sondergesandten des Amtierenden Vorsitzenden der OSZE für Zentralasien. In dieser Eigenschaft bereiste er z. B. im März 2005 Kirgisistan, um bei den Konflikten im Zusammenhang mit dem dort stattgefundenen Machtwechsel zu vermitteln. Im Dezember 2001 wurde er im Amt des OSZE-Generalsekretärs für eine zweite und letzte Amtszeit bestätigt. Am 18. Juli 2005 wurde Kubiš zum Sondergesandten der EU für Zentralasien ernannt.
Von Juli 2006 bis Januar 2009 war Kubiš, nominiert von der Partei SMER, slowakischer Außenminister der Regierung Fico. Sein Nachfolger wurde am 26. Januar 2009 Miroslav Lajčák. Am 19. Dezember 2008 wurde Ján Kubiš zum neuen Geschäftsführer (Executive Secretary) der United Nations Economic Commission for Europe (UNECE) ernannt. Vom 23. November 2011 bis 2014 war er Leiter der Unterstützungsmission der Vereinten Nationen in Afghanistan und Sonderbeauftragter für Afghanistan.
2019 wurde er zum Sonderbeauftragten der Vereinten Nationen für den Libanon und am 18. Januar 2021 zum Leiter der United Nations Support Mission in Libyen ernannt.
Kubiš ist verheiratet und hat eine Tochter.

## Auszeichnungen
- 2006: Großes Goldenes Ehrenzeichen mit dem Stern für Verdienste um die Republik Österreich[5]
- 2012 erhielt Kubiš vom französischen Staatspräsidenten den Verdienstorden des Kommandeurs der Ehrenlegion.[6]